# Le Ployron
Le Ployron is een gemeente in het Franse departement Oise (regio Hauts-de-France) en telt 110 inwoners (2009). De plaats maakt deel uit van het arrondissement Clermont.

## Geografie
De oppervlakte van Le Ployron bedraagt 4,2 km², de bevolkingsdichtheid is dus 26,2 inwoners per km².
De onderstaande kaart toont de ligging van Le Ployron met de belangrijkste infrastructuur en aangrenzende gemeenten.

## Demografie
Onderstaande figuur toont het verloop van het inwonertal (bron: INSEE-tellingen).